# Coupe du Liechtenstein de football 1963-1964
 (février 2023).
Si vous disposez d'ouvrages ou d'articles de référence ou si vous connaissez des sites web de qualité traitant du thème abordé ici, merci de compléter l'article en donnant les références utiles à sa vérifiabilité et en les liant à la section « Notes et références ».
Navigation
Édition précédente Édition suivante
La coupe du Liechtenstein 1963-1964 de football est la 19e édition de la Coupe nationale de football, la seule compétition nationale du pays en l'absence de championnat.
La finale est disputée à Triesen, le 19 juillet 1964, entre le FC Balzers et le FC Triesen. 
Le FC Balzers remporte le trophée en battant le FC Triesen. Il s'agit du 1er titre de l'histoire du club dans la compétition.

## Quarts de finale
| Équipe 1         | Résultat | Équipe 2          |
| ---------------- | -------- | ----------------- |
| FC Schaan        | 1 - 6    | FC Triesen        |
| FC Balzers       | 2 - 1    | FC Vaduz II       |
| FC Ruggell       | 5 - 0    | FC Schaan II      |
| FC Vaduz Seniors | 2 - 3    | USV Eschen/Mauren |

## Demi-finales
| Équipe 1   | Résultat | Équipe 2          |
| ---------- | -------- | ----------------- |
| FC Triesen | 8 - 0    | FC Ruggell        |
| FC Balzers | 3 - 0    | USV Eschen/Mauren |

## Finale
| 19 juillet 1964 | FC Triesen | 0 - 1 | FC Balzers | Triesen |  |
|                 |            |       |            |         |  |